# 马库斯·费泽尔
达内尔·马库斯·拉马尔·费泽尔（1978年8月10日—），美国NBA联盟职业篮球运动员。他在2000年的NBA选秀中第1轮第4顺位被芝加哥公牛选中。